# 이젠 날 따라와
《이젠 날 따라와》는 tvN STORY에서 방송된 리얼리티 예능 프로그램이다.

## 기획 의도 및 설명
1세대 랜선 조카들이 아빠들을 위해 여행을 계획하는 은혜 갚기 여행 리얼리티 프로그램.
과거 아빠! 어디가?에 출연한 윤민수, 이종혁의 자녀와 슈퍼맨이 돌아왔다에 출연한 추성훈, 이동국의 자녀가 함께 여행을 계획하고 실제 여행을 하는 내용의 프로그램이다.

## 방송 시간
| 방송 채널 | 방송 기간                   | 방송 시간                     |
| --------- | --------------------------- | ----------------------------- |
| tvN STORY | 2022년 9월 23일 ~ 11월 18일 | 금요일 밤 8시 20분 ~ 9시 50분 |

## 출연자
- 윤민수, 윤후
- 이종혁, 이준수
- 추성훈, 추사랑
- 이동국, 이재시

## 촬영 장소
- 미국 하와이 (오아후, 마우이, 빅 아일랜드)
- 강원도 삼척시, 태백시